# Comté de King George
Le comté de King George est un comté de Virginie, aux États-Unis, fondé en 1720.

## Communes
| - Arnolds Corner - Berthaville - Dahlgren - Dogue - Fairview Beach - Hampstead | - Jersey - King George - Ninde - Owens - Passapatanzy | - Port Conway - Rollins Fork - Sealston - Shiloh - Weedonville |